# 雅尼克·哈伯雷爾
雅尼克·哈伯雷爾（德語：Janik Haberer；1994年4月2日—）是德國的一位足球運動員。現效力於德甲球隊柏林聯，在場上的位置是中場。他也代表德國U21國家隊參賽並參加了2017年歐洲U21足球錦標賽。

## 外部連結
- fussballdaten.de：雅尼克·哈伯雷爾之統計數據 （德文）